# Lipová (Nitra)
Lipová é um município da Eslováquia, situado no distrito de Nové Zámky, na região de Nitra. Tem 13,63 km² de área e sua população em 2018 foi estimada em 1.516 habitantes.

## Demografia
| Ano:        | 1994 | 2004   | 2014   | 2024   |
| ----------- | ---- | ------ | ------ | ------ |
| Broj ljudi: | 1608 | 1599   | 1546   | 1519   |
| Razlika:    |      | -0,55% | -3,31% | -1,74% |

| Ano:               | 2023 | 2024   |
| ------------------ | ---- | ------ |
| Número de pessoas: | 1527 | 1519   |
| Diferença:         |      | -0,52% |